# Netrunner
Netrunner è un sistema operativo gratuito per computer desktop, laptop, netbook e microcomputer Intel e AMD, come l'Odroid C1. Viene fornito in due versioni: Netrunner Desktop e Netrunner Core. Entrambe le versioni presentano versioni recenti di Qt, KDE Plasma e Frameworks di Debian, con la versione Desktop che contiene applicazioni aggiuntive, codec multimediali, plugin Flash e Java. L'ex versione basata su Kubuntu di Netrunner è stata sostituita da Maui Linux, che ora è basata su KDE Neon.
Blue Systems, la società che sponsorizza Kubuntu, offre Netrunner come un sistema desktop per uso quotidiano basato su Plasma Desktop di KDE. Si rivolge a nuovi utenti e agli utenti esperti di Linux. Plasma Desktop consente una facile personalizzazione del desktop. Netrunner è inoltre pensato per gli utenti che desiderano un sistema operativo funzionante "out-of-the-box", riducendo il tempo di aggiungere manualmente codec e miglioramenti essenziali dopo l'installazione.
Netrunner Desktop è disponibile solo come versione a 64 bit, mentre Netrunner Core è disponibile sia a 64-bit che per l'immagine di Odroid C1 ARM.

## Software predefiniti
Tra i software predefiniti del sistema operativo di Netrunner Desktop ci sono molte applicazioni come:
- GNU
- Desktop di lavoro Plasma KDE
- Mozilla Firefox (inclusa l'integrazione del Plasma)
- Mozilla Thunderbird (inclusa l'integrazione del Plasma)
- Lettore multimediale VLC
- LibreOffice
- GIMP
- Krita
- Gwenview
- Kdenlive
- Inkscape
- Samba Mounter (impostazione NAS facile)
- Steam
- VirtualBox

## Caratteristiche
Netrunner è dotato delle seguenti caratteristiche:
- Installazione: grafica (GUI)
- Desktop predefinito: Desktop KDE Plasma
- Software: mix popolare di applicazioni desktop
- Codec: supporto per molti codec multimediali
- Gestione dei pacchetti: dpkg + APT + i terminali di APT: Synaptic Package Manager (preinstallato)
- Architettura del processore: amd64, armhf
- Multilingue: Sì